# Ваканда
Ваканда (англ. Wakanda) — вигадана прихована від зовнішнього світу країна, згадувана в серії коміксів про Фантастичну четвірку від Marvel. Є батьківщиною Т'Чалли. На даний момент Ваканда є єдиним джерелом рідкісного металу вібраніума. Вона є найбільш відомою з декількох вигаданих африканських країн із всесвіту Marvel, і вона вперше з'являється в Fantastic Four #52 (липень 1966). Була придумана Стеном Лі і Джеком Кірбі.

## Географія
Ваканда знаходиться в Північно-Східній Африці, хоча її точне місцезнаходження змінювалося за всю історію видання: деякі джерела стверджують, що Ваканда знаходиться в Східній Африці, в північній частині Танзанії, у той час як інші — такі як Marvel Atlas #2 показує Ваканду, межує з озером Туркана, недалеко від Сомалі, Кенії та Ефіопії (як і в оточенні вигаданих країн, як Азанія, Ханаану, і Наробія). У фільмі " Перший Месник: Протистояння, Ваканда була показана на карті в північній частині озера Туркана, у вигаданій точці, що межує з Ефіопією, Суданом, Угандою і Кенією.

## Історія
У Ваканді королівська лінія почалася з Башенґі, стародавнього вакандійця, чиє перша і єдина поява була в Black Panther vol. 1 #7 (Січень 1978). Башенґа був першим королем єдиної Ваканди, і першою Чорною Пантерою близько 10 000 років тому.
У далекому минулому масивний метеорит, що містив вібраніум, розбився в Ваканді, і був розкопаний до подій сьогоднішнього дня. Т'Чалла, нинішній Чорна Пантера — син Т'Чакі і нащадок Башенґі. Знаючи, що інші будуть намагатися маніпулювати і домінувати в Ваканді за цей рідкісний і цінний ресурс, Т'Чака приховує свою країну від зовнішнього світу. Він продає мізерну кількість цінного вібраніума, і нишком посилає кращих учених країни для навчання за кордоном, відповідно перетворюючи Ваканду в одну з найбільш технологічно просунутих країн. Зрештою, дослідник Улісс Кло знаходить свій шлях до Ваканди, і це активує його роботи над звуковою зброєю на основі Вібраніума. У битві Кло вбиває Т'Чаку. Права рука Кло знищена, він і його люди тікають.
Ваканда має надзвичайно високий рівень мутацій через небезпечні мутагенних властивостей Насипів Вібраніума. Велика кількість вакандійців мутує, працюючи на Еріка Кіллмонґера.
Випромінювання Вібраніума пронизує велику частину флори і фауни, в тому числі трава у формі серця, з'їдається членами культу Чорної Пантери (хоча Т'Чалла дозволив вмираючій Людині-Павуку з'їсти її в надії, що це допоможе йому впоратися з його поточним захворюванням), а м'ясо білої горили поїдають представники культу Білої Горили.
У «Secret Wars» 2008 року, Скрулли, очолювані командиром К'вввром вторглися в Ваканду і б'ються з Чорною Пантерою своїми силами. Докладаючи технологічні зусилля на обидві сторони, будучи змушені битися на мечах і списах, сили вакандійців добровільно носять маску Пантери; тим самим мимоволі допомагаючи Скруллам від фокусування атаки на свого лідера. Незважаючи на втрати, вакандійці перемагають Скруллів. Вони вбивають кожного, в тому числі їх командира, і відправляють їх корабель, набитий тілами. Попередження проти вторгнення у Ваканду залишилося написаних на стіні центру управління корабля.
У той час як в рамках космічної могутності сили Фенікса, атаки Немора на Ваканду для приховування Месників, знищується велика частина країни приливної хвилею. Після нападу всіх мутантів на Ваканду, Чорна Пантера заборонив напад на деяких студентів від школи Джін Ґрей і її людей, які ледве втекли з допомогою Шторма.
Технології
Через ізоляції і навмисний ізоляціонізм, технології Ваканди були до недавнього часу повністю розроблені незалежно від решти світу. як такі маючи різні від звичайного розробки концепції і методології і часто були просто несумісні зі звичайним обладнанням. В деяких місцях, Ваканда випереджає весь інший світ. Наприклад, комп'ютерні технології Ваканди є набагато  потужнішими, ніж у решти світу, і абсолютно несприйнятливі до зовнішнього злому, оскільки вони були засновані не на двійковому коді;однак могли емулювати поведінка такої електроніки в надзвичайно підвищеної ефективності, що дозволяє йому з легкістю зламати практично будь-яку звичайну систему. Вібраніум був використаний при вивченні вакандійців, але недавнє знищення всіх Вібраніума змусило провести масштабну реконструкцію.

## Мови
Офіційними мовами Ваканди є вакандійська, коса і англійська.

## Культи Ваканди
Баст — Богиня Пантери, є основним божеством у Ваканді. Після метеоритного вібраніума ряд вакандців, які болісно мутували в «духів демона» почали нападати на своїх побратимів вакандців. Башенґа, предок Т'Чалли став першим Чорною Пантерою і закрив Курган вібраніума від сторонніх, сформував релігійний порядок, який охороняв Курґан і боровся з «демонічними духами» поширеними на всій території королівства. Чорна Пантера — це церемоніальне і релігійне звання вождя племені Пантери. В рамках церемоній культу, обраний Чорна Пантера отримує право на використання серцеподібної трави. Рослина поліпшує фізичні атрибути людини і наділяє його надлюдськими можливостями, схожими на ті, що дає сироватка супер солдата.
Культ Білої Горили
Ґхекре — Бог-Горила, це древнє божество у вакандийців. Ваканда розвинулася з товариства мисливців, воїнів, і традиційно нею правлять видатні воїни. Домінуючий культ Чорної Пантери заборонив поклонятися суперникам з культу Білої Горили. М'яка Баку/Людина-Мавпа з племені Джабарі є одним з найбільших воїнів у Ваканді, поступаючись тільки Т'Чаллі, самому Чорній Пантері. А Т'Чалла, король Ваканди, на кілька місяців піде з Ваканди і амбітний М'Баку готує змову, щоб захопити трон. М'Баку проігнорував укази Т'Чалли і відродила культ Білої Горили, убивши одну з рідкісних білих горил, що живуть в джунглях біля Ваканди. М'Баку викупався в крові Горили і скуштував її плоть, яка наділила його величезною силою. Він спробував перемогти Т'Чаллу в бою, сподіваючись взяти владу в країні, але був побитий і вигнаний з Ваканди.
Культ Лева
Сехмет — левова богиня, яка може прийняти форму будь-якої людини. Тих, хто вірує або тіла освячених і пожертвуваних нею парафіян, вона перетворила ці предмети в людські аватари сама. Вона має ряд інших повноважень, деякі з яких вона продемонструвала. Сехмет може збільшуватися в розмірах, швидко рухатися, телепортувати себе та інших, і змінити її питомої щільності. Богиня Лев володіє надлюдською силою і стійкістю, і вона була безсмертною. Вона може маніпулювати свідомістю слабких духом.
Мало відомо про історію богині Лева. Вона, мабуть, втратила багато шанувальників протягом багатьох років до культу Пантера Бога, незважаючи на те, що фізично Сехмет проявилася перед його послідовниками, і Пантера Бога з'являється тільки для священиків.
Культ Крокодила
Себек — Бог-крокодил, давнє і забуте вакандцями божество.

### Правителі
Відомі правителі Ваканди:
- Башенґа
- Аззури Мудрий
- Т'Чака
- Сян
- Т'Чалла

## Поза коміксами

### Телебачення
- Ваканда з'являється у мультсеріалі «Фантастична четвірка».
- Т'Чалла з'являється у мультсеріалі «Залізна людина: Пригоди в броні» в епізоді Видобуток Пантери.
- Ваканда з'являється у мультсеріалі «Чорна Пантера[en]».
- Ваканда з'являється в декількох серіях фільму «Месники. Найбільші герої Землі», вперше була показана в мікро-епізоді «Ласкаво просимо в Ваканду».
- Ваканда з'являється у мультсеріалі «Marvel дискові війни: Месники» в епізоді «Його Величність, Чорна Пантера!»

### Фільм
У кінематографічному всесвіту Marvel, Ваканда коротко показана на карті у фільмі Залізна людина 2 і згадується у фільмі Месники: Ера Альтрона в якості джерела вібраніума, але зображується вперше в сцені після титрів фільму Перший месник: Протистояння, де Капітан Америка вкрив Бакі Барнса. Ваканда також є в сольному фільмі про Чорну Пантеру. У Перший Месник: Протистояння, Т'Чалла і його батько розмовляють мовою Кхоса. Для Протистояння, актор Чедвік Боузман використовує «регіональний акцент» Т'Чалли, ґрунтуючись на тому, що Ваканда буде. Він зробив велике дослідження на дуже культурні аспекти персонажа. Навіть якщо це вигадана культура, він розумів способи прив'язати його до реального африканської культури. Ближче до кінця фільму Месники: Війна нескінченності битва з Таносом і його поплічниками за Камінь розуму відбувається в Ваканді.

### Відеоігри
- Ваканда з'являється в Marvel: Ultimate Alliance 2.
- Ваканда згадується Шторм в Marvel vs. Capcom 3: Fate of Two Worlds.
- Ваканда з'являється в Marvel Heroes. Гравці повинні спробувати перемогти Людину-Мавпу в рівні під назвою «міни Вибраниума», щоб зберегти його і його послідовників від видобутку Вибраниума.
- Ваканда посилається в Lego Marvel Super Heroes., Чорна Пантера говорить Ніку Ф'юрі що народ Ваканди дякує йому за зрив нападу Локі і Ґалактуса.
- Ваканда з'являється як етап в Disney Infinity 3.0.[13]
- Ваканда злилася з Вал Хабаром з серії Monster Hunter в Валканду в Marvel vs. Capcom: Infinite.

### Інше
На честь Ваканди у 2019 році названо новий вид риб Cirrhilabrus wakanda, який поширений серед коралових рифів неподалік Занзібару.